# Нарбонн (регбійний клуб)
Рейсінг Клаб де Нарбонн Медітрані (фр. Racing club de Narbonne Méditerranée), або просто Нарбонн — французький регбійний клуб з однойменного міста, Нарбонн, Окситанія, який виступає у другій за силою лізі Франції, Про Д2. Команда, заснована в 1907 році, проводить домашні матчі на стадіоні Парк де Спорт Е де л'Амітьє, який вміщує 12 000 глядачів. Традиційні кольори клубу — оранжевий та чорний.

## Історія
РК Нарбонн було засновано у 1907 році. У травні 1932 року, команда перший раз вийшла у фінал національного чемпіонату Франції, який мав місце в Бордо. Їх суперниками стала команда Ліон. Проте, Нарбонні не судилось здобути титул, вони програли з рахунком 9:3. У наступному сезоні, удача знову дозволила команді дійти до фіналу, але і цього разу вони знову зіткнулись з командою Ліон і знову ж зазнали поразку (10:3). 10 травня 1936, РК Нарбонн знов дійшов до фіналу. На цей раз, його супротивником виявилась команда АС Монтферрад. Нарбонн обіграли супротивників (6:3) і здобули свій перший титул.
У 1967 році, команда дійшла до фіналу Шаленж Ів дю Мануар, проте і тут їх чекала поразка зі сторони команди Лурд (чемпіони 1966 Шаленж). Лурд виграв з результатом 9:3. У наступному році, Нарбонні посміхнулась удача. Їх супротивником виявилась команда Дакс, яку вони обіграли з результатом 14:3 і здобули свій перший титул Шаленж.
Сімдесяті роки виявились досить успішними для команди РК Нарбонн. У 1973 році, команді вдалось знову перемогти у Шаленж Ів дю Мануар (остання перемога — 1968). Вони здобули перемогу завдяки матчу проти Безьє Еро (13:6). Наступний сезон Шаленж також був вдалим. Нарбонн змогли відстояти свій титул, перегравши команду Брів. Крім цього, Нарбонн стали фіналістом чемпіонату Франції. Титул чемпіона дістався команді Безьє Еро (16:14). У 1978, Нарбонн знову перемогли у змаганні Шаленж. Їх супротивником були Безьє Еро. Хоть обидві команди і здобули таку саму кількість балів (19:19), команда РК Нарбонн мала більшу кількість вдалих спроб. 1979 — Нарбонн відстояв титул переможця Шаленж Ів дю Мануар, а також здобув титул чемпіона Франції (перший раз від 1936) отримавши перемогу над Стад Багнере з рахунком 10:0 на стадіоні Парк де Пренс.
Вісімдесяті також були вдалими. Клуб став фіналістом Шаленж Ів дю Мануар у 1982 році, програвши команді Дакс (19:22). У 1984, РК Нарбонн здобув титул, вигравши з Тулузою (17:13). У 1985 клуб виграв кубок Франції з рахунком 28:27 (противник — Безьє Еро). У 1989, Нарбонн знову став переможцем Шаленж І дю Мануар, на цей раз перемогши Біарріц Олімпік (18:12); 1990 — наступна перемога в Шаленж з рахунком 24:19 (фіналіст — Гренобль). У 1991 вони знову виграли Шаленж Ів дю Мануар, тим самим стали триразовим переможцем Шаленж (перемога над Бордо Бегль Жиронда— 24:19). РК Нарбонн майже стали чотириразовим чемпіоном, проте у фіналі програли Ажен з рахунком 23:18. У 2001 році, Нарбонн стали фіналістом Європейського кубка, програвши матч з Харлекінс (42:33).
З 2012 року, власником клубу є Австралійське Консортіум (англ. Australian Consortium).

## Досягнення
Топ 14
- Чемпіон: 1936, 1979
- Фіналіст: 1932, 1933, 1974

Європейський кубок з регбі
- Фіналіст: 2001

Шаленж Ів дю Мануар
- Чемпіон: 1968, 1973, 1974, 1978, 1979, 1984, 1989, 1990, 1991
- Фіналіст: 1967, 1982, 1992

Кубок Франції
- Чемпіон: 1985

## Фінальні матчі

### Чемпіонат Франції
|                |           |               |           |                          |               |
| Дата           | Чемпіон   | Фіналіст      | Результат | Стадіон                  | Вболівальники |
| 5 травня 1932  | Ліон      | Нарбонн       | 9:3       | Парк Лескюр, Бордо       | 13 000        |
| 7 травня 1933  | Ліон      | Нарбонн       | 10:3      | Парк Лескюр, Бордо       | 15 000        |
| 10 травня 1936 | Нарбонн   | АС Монтферрад | 6:3       | Стад де Пон Жюмо, Тулуза | 25 000        |
| 12 травня 1974 | Безьє Еро | Нарбонн       | 16:14     | Парк де Пренс, Париж     | 40 609        |
| 27 травня 1979 | Нарбонн   | Стад Багнере  | 10:0      | Парк де Пренс, Париж     | 41 981        |

### Шаленж Ів дю Мануар
|      |            |                     |                      |
| Рік  | Переможець | Фіналіст            | Результат            |
| 1967 | Лурд       | Нарбонн             | 9:3                  |
| 1968 | Нарбонн    | Дакс                | 14:6                 |
| 1973 | Нарбонн    | Безьє Еро           | 13:6                 |
| 1974 | Нарбонн    | Брів                | 19:10                |
| 1978 | Нарбонн    | Безьє Еро           | 19:19 (більше спроб) |
| 1979 | Нарбонн    | АС Монтферрад       | 9:7                  |
| 1982 | Дакс       | Нарбонн             | 22:19                |
| 1984 | Нарбонн    | Тулуза              | 17:13                |
| 1989 | Нарбонн    | Біарріц Олімпік     | 18:12                |
| 1990 | Нарбонн    | Гренобль            | 24:19                |
| 1991 | Нарбонн    | Бордо Бегль Жиронда | 24:19                |
| 1992 | Ажен       | Нарбонн             | 23:18                |

### Кубок Франції з регбі
|      |            |           |           |
| Рік  | Переможець | Фіналіст  | Результат |
| 1985 | Нарбонн    | Безьє Еро | 28:27     |

### Європейський кубок з регбі
|      |            |          |           |
| Рік  | Переможець | Фіналіст | Результат |
| 2001 | Харлекінс  | Нарбонн  | 42:33     |

## Сезон 2016—2017 Про Д2[1]
| 1 | Ойонна                   | 19                                | 12 | 0 | 7  | 541 | 407 | +134 | 5 | 5 | 58 |
| 2 | Ажен                     | 19                                | 12 | 1 | 6  | 501 | 397 | +104 | 3 | 3 | 56 |
| 3 | Монтобан                 | 19                                | 12 | 0 | 7  | 462 | 322 | +140 | 4 | 2 | 54 |
| 4 | Коломьє                  | 19                                | 12 | 0 | 7  | 473 | 350 | +123 | 3 | 2 | 53 |
| 5 | Мон-де-Марсан            | 19                                | 11 | 0 | 8  | 426 | 383 | +43  | 2 | 6 | 52 |
| 6 | Біарріц Олімпік          | 19                                | 11 | 0 | 8  | 455 | 424 | +31  | 1 | 3 | 48 |
| 7 | Каркассон                | 19                                | 10 | 1 | 8  | 422 | 396 | +26  | 2 | 2 | 46 |
| 8 | Стад Орійяк              | 19                                | 10 | 0 | 9  | 408 | 434 | –26  | 3 | 3 | 46 |
| 9 | Ангулем                  | 19                                | 10 | 1 | 8  | 358 | 382 | -24  | 1 | 1 | 44 |
| 10 | Перпіньян                | 19                                | 8  | 1 | 10 | 419 | 407 | +12  | 5 | 3 | 42 |
| 11 | Дакс                     | 19                                | 9  | 0 | 10 | 413 | 483 | -70  | 1 | 4 | 41 |
| 12 | Нарбонн                  | 19                                | 9  | 1 | 9  | 365 | 474 | −109 | 1 | 0 | 39 |
| 13 | Безьє Еро                | 19                                | 7  | 0 | 12 | 418 | 391 | +27  | 6 | 3 | 37 |
| 14 | Ванн                     | 19                                | 5  | 2 | 12 | 383 | 480 | −97  | 1 | 5 | 30 |
| 15 | Альбі                    | 19                                | 6  | 2 | 11 | 372 | 505 | −133 | 0 | 2 | 30 |
| 16 | Бургуен Жальє            | 19                                | 3  | 1 | 15 | 308 | 489 | −181 | 1 | 4 | 19 |
| Зелений фон Чемпіони, автоматичний аванс до Топ 14. Голубий фон Команди, які вийшли у плей-офф Червоний фон Команди, які вилітають в Федераль 1. Примітки:Якщо дві команди здобули таку саму кількість балів, їх позиція вираховується по результатам різниці зібраних балів. |                          |                                   |    |   |    |     |     |      |   |   |    |
| | 2016–2017 Про Д2 Таблиця | читати · редагувати · обговорення |    |   |    |     |     |      |   |   |    |

## Знамениті гравці

### Французькі гравці
| - Рене Арау - Жерар Бертран - Етьєн Бонн - Еймі Кассайет-Арманьяк - Жюльєн Канделон - Дідієр Кодорню | - Патрік Естев - Жан-П'єр Отрольонд - Крістьян Лабі - Джо Мазу - Люсьєн Мяз | - Франсуа Сангаллі - Жан-Батіст Пу - Клод Спанжеро - Анрі Санз - Вальтер Спанжеро - Франк Турне |

### Міжнародні гравці
| - Ігнасіо Корлето - Гонзало Квесада - Мартін Есчелсо - Маріо Ледесма - Гонзало Лонго | - Федеріко Пуччарєлло - Алессандро Стойка - Массімо Джованеллі - Марко Бортолямі - Гарет Ллевелин | - Брайан Редпас - Стюарт Рід - Люк Хюм - Віллем Де Ваал - Луї Коен |